# Pulli (Pärnu)
Pulli est un village de la commune de Sauga du comté de Pärnu en Estonie.
Au 31 décembre 2011, il compte 153 habitants.